# Planeur hypersonique

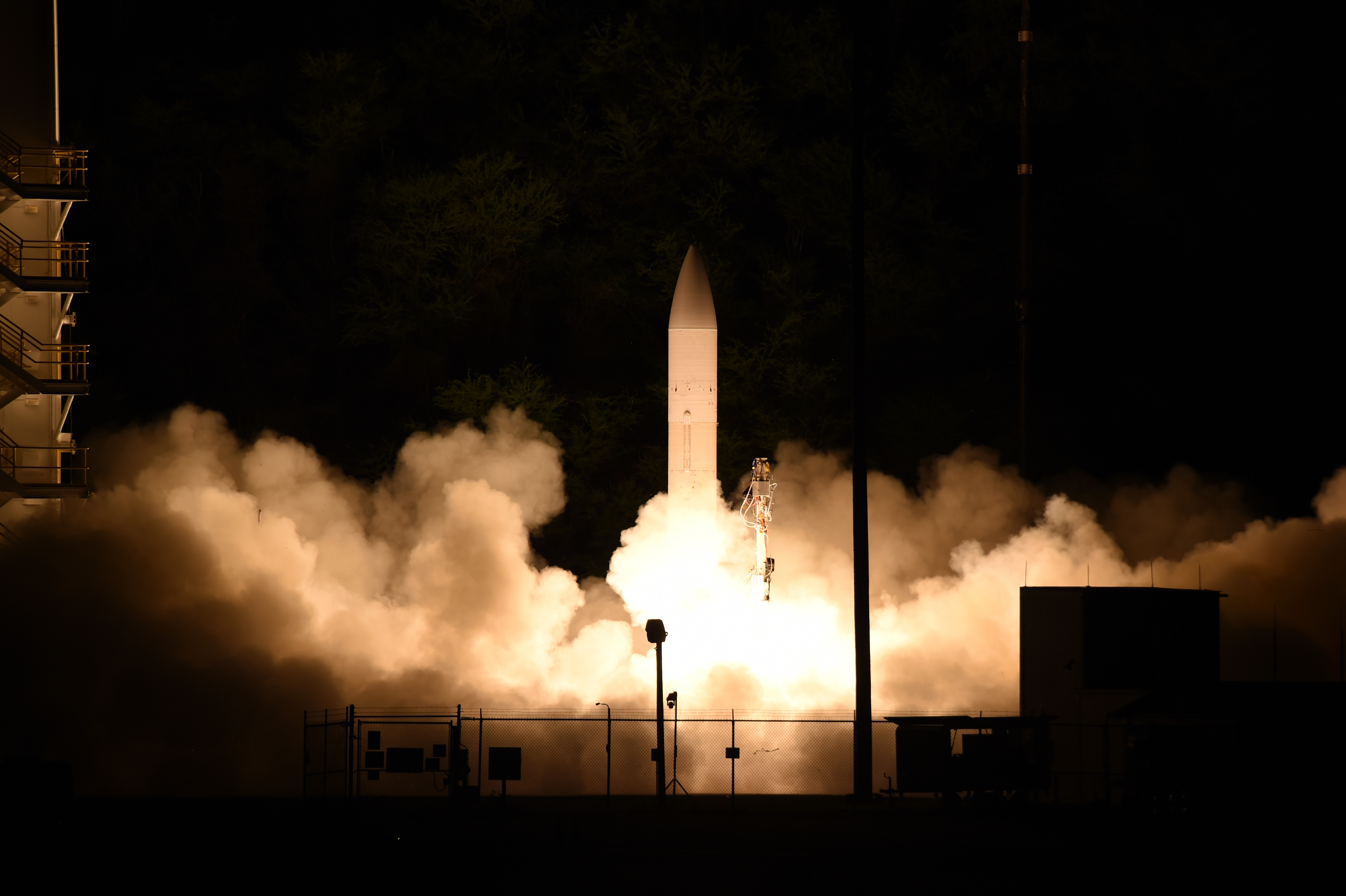
Un corps de planeur hypersonique (C-HGB) est lancé le 19 mars 2020 du Pacific Missile Range Facility à Hawaï, lors d'une expérience de vol du ministère de la Défense. Il a volé à une vitesse hypersonique vers un point d'impact désigné.

Un planeur hypersonique (en anglais : hypersonic glide vehicle) est un véhicule de rentrée atmosphérique hypersonique lancé par un missile balistique mais utilisant sa portance et sa manœuvrabilité pour modifier sa trajectoire atmosphérique. Leur capacité à effectuer des rebonds atmosphériques augmente leur portée. Celle-ci est ainsi rendue non prévisible car non balistique,.

## Projets
En 1965, précurseuse dans ce domaine, la France développe un planeur hypersonique avec le programme VERAS [Véhicule Expérimental de Recherches Aérothermodynamiques et Structurales], mais il est abandonné en 1971 au niveau d'un prototype - présenté au Salon du Bourget de 1969 - en raison du coût des matériaux. 
Un nouveau projet, V-MAX, est lancé en 2019 et le planeur effectue son premier vol en 2023. 

## Trajectoires
Les trajectoires de ces véhicules de rentrée atmosphérique exploitent leur portance pour accroître leur portée sans recourir à une trajectoire balistique, car ces trajectoires sont prévisibles et exposent l'arme aux systèmes de défense antimissile.
Certaines trajectoires peuvent amener le véhicule à sortir de l’atmosphère et à rentrer plus loin après un nouveau vol balistique exoatmosphérique. On parle alors de rebond atmosphérique. Le véhicule progresse vers sa cible selon une trajectoire non prédictible, alternant phases balistiques et manœuvres de rebonds ou de planés.
De tels engins rendent obsolètes les systèmes antimissiles actuels du fait de leur grande vitesse, de leur trajectoire  imprévisibles dans la phase d'approche, puis par leur capacité à réaliser des manœuvres extrêmement vives et imparables en phase terminale intra-atmosphérique lorsqu’il sont à portée de tir des intercepteurs.